# Ruun
Ruun – dziewiąty pełny album norweskiej grupy metalowej Enslaved, wydany w 2006 roku. Jest to drugi po Isa album za który grupa w kategorii "metal" otrzymała nagrodę Spellemannsprisen (norweska edycja Nagrody Grammy).

## Lista utworów
| Nr | Tytuł utworu                | Długość |
| -- | --------------------------- | ------- |
| 1. | „Entroper”                  | 6:21    |
| 2. | „Path to Vanir”             | 4:25    |
| 3. | „Fusion of Sense and Earth” | 5:00    |
| 4. | „RUUN”                      | 6:49    |
| 5. | „Tides of Chaos”            | 5:16    |
| 6. | „Essence”                   | 6:18    |
| 7. | „Api-vat”                   | 6:57    |
| 8. | „Secrets of the Flash”      | 3:36    |
| 9. | „Heir to the Cosmic Seed”   | 4:55    |
|    |                             | 49:37   |

## Twórcy
- Grutle Kjellson (Kjetil Grutle) – śpiew, gitara basowa
- Arve Isdal – gitara
- Ivar Bjørnson (Ivar Peersen) – gitara
- Herbrand Larsen – śpiew, instrumenty klawiszowe, pianino
- Cato Bekkevold – perkusja

## Pozycje na listach
| Lista    | Kraj     | Pozycja |
| -------- | -------- | ------- |
| VG-Lista | Norwegia | 23      |